# Corydoras serratus
Corydoras serratus är en fiskart som beskrevs av Sands, 1995. Corydoras serratus ingår i släktet Corydoras och familjen Callichthyidae. Inga underarter finns listade i Catalogue of Life.